# Somatochlora provocans
Somatochlora provocans ist eine Libellenart aus der Familie der Falkenlibellen (Corduliidae), die zu den Großlibellen (Anisoptera) gehören. 

## Merkmale
Die schwärzliche Imago von Somatochlora provocans misst zwischen 53 und 56 Millimeter, wovon 37 bis 43 Millimeter auf den Hinterleib (Abdomen) entfallen, was innerhalb der Gattung relativ groß ist. Farblich ist das lange, schlanke Abdomen, wie in der Gattung üblich dunkel und grünlich glänzend, und weist eine gelbe Musterung auf. Auf der im Gegensatz zum sonst, insbesondere an der Basis stärker behaarten Abdomen kahlen Stellen auf dem zweiten Segment befindet sich ein ringförmiges Mal. Zudem finden sich auf diesem Segment drei Punkte, die bei den Weibchen zu einem auf dem Kopf stehenden Y verwachsen sind. Auf dem dritten Segment befinden sich jeweils ein oberes und ein unteres Dreieck auf den Seiten. Zuletzt finden sich auf dem achten und neunten Segment zwei Ringe. 
Während die Vorderseite des Pterothorax bräunlich ist, sind die Seiten grünlich. Auf dem Mesepisternum befinden sich teilweise zwei gelbe Streifen.  Ein weiterer gelber Strich befindet sich direkt hinter dem Spirakel. Die 33 bis 37 Millimeter langen Flügel sind durchsichtig. Nur die  Costa ist gelbbraun. Das Flügelmal (Pterostigma) ist braun. Die Beine sind, bis auf die hellere Basis, schwarz. Der in der Gattung typische Kiel auf dem hinteren Femur ist weißlich.
Das gelbliche Gesicht wird nach oben hin metallisch grün. Das Okziput und der Vertex hingegen sind braun.

## Verbreitung und Flugzeit
Die Art ist besonders im Osten der Vereinigten Staaten verbreitet.  Sie fliegt zwischen Juni und September.